# Chiton sulcatus
Chiton sulcatus of de zwarte schubkeverslak is een keverslak die behoort tot de familie Chitonidae.
Deze soort wordt tot 80 mm groot en is ovaal van vorm, met dikke schelpplaten. Het oppervlak van de platen is zwaar lineair en diagonaal geribd. De ribben zijn dichter bijeen nabij het midden. De zoom bestaat uit grove korrels. Chiton sulcatus is zwart en eenkleurig.
De soort leeft onder stenen in het littoraal en sublittoraal.
Chiton sulcatus komt voor in de Panamese regio en op de Galapagoseilanden.